# Fegeo (Eneide)
Fegeo è il nome di almeno due personaggi dell'Eneide di Virgilio.

## Il mito
Il nome "Fegeo" ricorre tre volte nel poema. Il poeta assegna questa forma onomastica a uno dei servi di Enea, incaricati di premiare i partecipanti ai giochi funebri di suo padre Anchise, svoltisi in Sicilia. Questi fatti sono narrati nel libro V. Il poema latino nella sua seconda esade (libri VII-XII) narra la guerra scoppiata nel Lazio, che vede da una parte i troiani di Enea coi loro alleati e dall'altra gli italici guidati dal re rutulo Turno, e tra le vittime menziona due troiani uccisi da Turno di nome Fegeo: il primo nel libro IX, l'altro nel XII. Il servo di Enea presentato nel libro V potrebbe essere dunque una delle due vittime. A tal riguardo è da notare che con questo nome è ricordato un altro personaggio nell'Iliade, un guerriero, per l'appunto, troiano, figlio del sacerdote Darete (egli viene ucciso durante i combattimenti contro gli Achei). 
Nel poema virgiliano il Fegeo del libro IX cade per mano di Turno quando questi penetra nel campo troiano: egli tenta di fuggire, ma la lancia del nemico lo raggiunge dopo aver trapassato lo scudo. Il secondo Fegeo muore nell'ultima battaglia, e si dimostra molto più coraggioso dell'altro: affronta spontaneamente Turno, mettendolo anche in seria difficoltà. Il re rutulo riesce alfine a riprendersi, e taglia la testa al suo nemico, lasciandone il busto sul terreno intriso di midollo.

### Fonti
- Virgilio, Eneide, libri V, IX e XII.